# Svarthausen
Der Svarthausen (norwegisch für Schwarzfelsen) ist ein zerklüfteter Nunatak aus dunklem Fels mit einem Fortsatz am südwestlichen Ende an der Ingrid-Christensen-Küste des ostantarktischen Prinzessin-Elisabeth-Lands. Er ragt 6 km südsüdöstlich des Mount Caroline Mikkelsen an der Westflanke des Polar-Times-Gletschers auf.
Norwegische Kartografen, die ihn auch deskriptiv benannten, kartierten ihn anhand von Luftaufnahmen, die bei der Lars-Christensen-Expedition 1936/37 entstanden.